# Reines d'un jour
Reines d'un jour je francouzský hraný film z roku 2011, který režírovala Marion Vernoux. Snímek měl světovou premiéru na filmovém festivalu v Benátkách v září 2001.

## Děj
Film vypráví vzájemně propojené příběhy různých postav, které se odehrají během jednoho dne koncem prosince 2000 v Paříži. Marie Larue byla najata na focení svatebních fotografií, kde se vyspala s ženichem a zjistí, že je těhotná. Luis Del Sol, řidič autobusu, se během směny dozvídá, že ho žena opouští. Hortense Lassalle, logopedička, využila cesty svého manžela, aby strávila večer se svým milencem, ale ten ztratil mobilní telefon a je nedostupný. Maurice Degombert, bývalý televizní producent, který propadl alkoholiku, s napětím čeká na ohlášenou návštěvu ženy, která ho opustila před dvaceti lety.

## Obsazení
| Karin Viardová     | Hortense Lassalle  |
| Hélène Fillières   | Marie Larue        |
| Victor Lanoux      | Maurice Degombert  |
| Jane Birkinová     | Jane               |
| Sergi López        | Luis Del Sol       |
| Clémentine Célarié | Michèle            |
| Gilbert Melki      | Shermann           |
| Melvil Poupaud     | Ben                |
| Jonathan Zaccaï    | Pierre             |
| Valérie Benguigui  | Stéphanie          |
| Marie-Sophie L.    | Patricia Shermann  |
| Philippe Harel     | Antoine Lassalle   |
| Evelyne Buyle      | sekretářka Evelyne |
| Atmen Kelif        | Jean-Mi            |
| Joseph Malerba     | Marco, osteopat    |

## Ocenění
- César: nominace v kategorii nejslibnější herečka (Hélène Fillières)